# Крыши и кафедральный собор в Руане
«Крыши и кафедральный собор в Руане» (фр. Les toits et la cathédrale de Rouen) — картина французского художника-фовиста Отона Фриеза из собрания Государственного Эрмитажа.
На фоне пасмурного неба изображены красные черепичные крыши домов и вдалеке над ними возвышается Руанский собор. Справа внизу расположена подпись художника и дата: Othon Friesz 08.
Как следует из авторской подписи картина создана в 1908 году. Прежде чем приступить к картине Фриез написал вначале небольшую акварель (частная коллекция, Париж) и вслед за ней — четыре этюда маслом по холсту. По мнению А. Г. Костеневича, Фриез писал вид Руана из окна своего номера на верхнем этаже руанского отеля, расположенного рядом с Сеной у моста Буальдьё. Один из этих этюдов (46 × 35 см) проходил на торгах аукционного дома Кристис 26 июня 1984 года (лот № 330). Ещё один, наиболее близкий, хранится в собрании музея Гренобля (холст, масло, 55 × 46,3 см, инвентарный № MG 2098). А. Г. Костеневич отмечает, что «он мягок по живописи и лишён подчёркнутой линеарности натуры». И уже основываясь на предварительных набросках Фриез написал окончательную картину.
Фриез был дружен с Камилем Писсарро и незадолго до его смерти работал вместе с ним. Возможно Фриез основывался на картине своего старшего товарища «Крыши старого Руана, пасмурная погода», изображающей Руанский собор и окружающие его крыши с очень похожего ракурса и лишь точка зрения у Писсарро более приближена к собору. Эта картина находится в собрании Художественного музея Толидо (1896 год, холст, масло, 72,3 × 91,4 см, инвентарный № 1951.361).
В том же 1908 году Фриез выставил картину на Осеннем салоне. Критики отметили перекличку полотна Фриеза с работами Поля Сезанна и с циклом Клода Моне «Руанский собор». Один из них писал:

«Уроки ли Сезанна или требования собственного темперамента внезапно привели г-на Фриеза в согласие с самим собой? Факт тот, что его „Руанский собор“ относится к наиболее положительным результатам движения <…> Картина г-на Фриеза, имея прочную конструкцию, утверждает объёмы, звучные тона и реабилитирует внутреннюю жизнь, окончательного исчезновения которой мы ожидали. Насколько симптоматичен этот „Собор“ г-на Фриеза! Пятнадцать лет назад г-н Фриез считал бы себя обязанным писать пятнадцать почасовых видов этого памятника».

По свидетельству А. Сальмона эта картина Фриеза очень сильно впечатлила Робера Делоне и оказала влияние на его становление как художника.
По окончании салона картина оказалась в парижской галерее Дрюэ, где её в 1909 году купил московский промышленник и коллекционер С. И. Щукин.
После Октябрьской революции собрание Щукина национализировано и эта картина среди прочих оказалась в Государственном музее нового западного искусства. В 1948 году ГМНЗИ был упразднён и картина была передана в Государственный Эрмитаж. С конца 2014 года выставляется в Галерее памяти Сергея Щукина и братьев Морозовых в здании Главного штаба (зал 422).
Главный научный сотрудник Отдела западноевропейского изобразительного искусства Государственного Эрмитажа, доктор искусствоведения А. Г. Костеневич в своём обзоре французского искусства середины XIX — середины XX века отмечал, описывая картину:

«…в «Крышах и кафедральном соборе в Руане» упорядочение натурного мотива наряду с общим успокоением палитры отразило начало тех процессов, которые вскоре захватят парижский авангард. <…> Фриез был слишком привязан к натуре, чтобы превращать её всего лишь в отвлечённую пластическую конструкцию. <…> Для Фриеза, в отличие от Матисса и Дерена, атмосферические заботы импрессионистов сохраняли смысл, имея, впрочем лишь второстепенное значение при обращении к фовизму. <…> прославленное строение сильно отодвинуто назад, а его башни уподоблены крышам малопримечательных домов переднего плана. Объект приобретал ценность для художника прежде всего потому, что позволял строить собственную пластическую композицию».